# Donskaja Carica
La Donskaja Carica (in russo Донская Царица?) è un fiume della Russia europea, affluente di sinistra del Don sfocia nel bacino idrico di Cimljansk. Scorre nei rajon Svetlojarskij e Kalačëvskij dell'oblast' di Volgograd.
Il fiume scorre scorre in direzione nord-orientale e dopo un ampio giro scende verso sud-ovest fino al bacino di Cimljansk, a 479 km dalla foce del Don. Ha una lunghezza di 111 km; l'area del suo bacino è di 992 km². A sinistra della foce della Donskaja Carica sfocia il fiume Erik (lungo 32 km).